# 隔夜寺

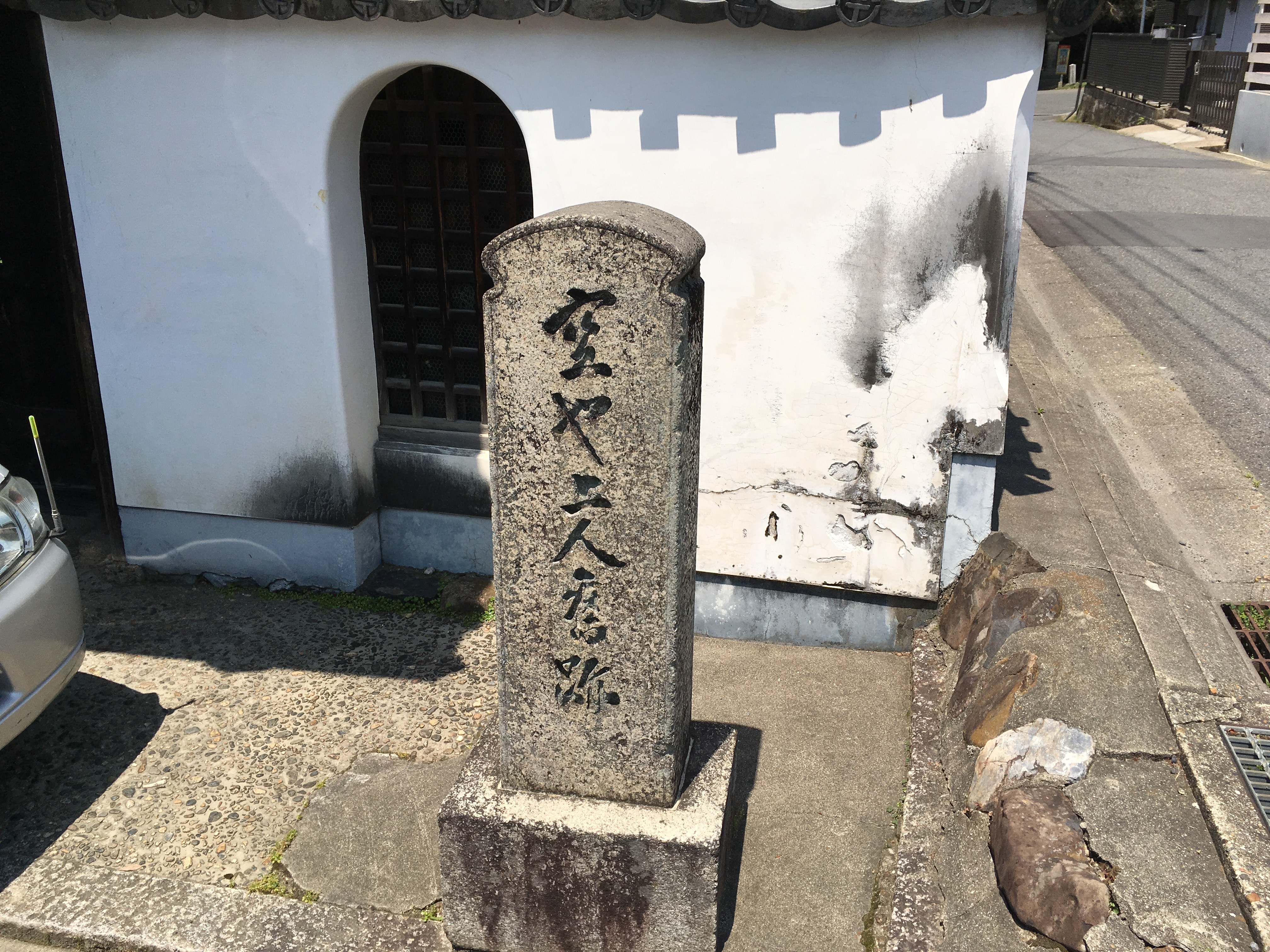
空也上人の旧跡碑

隔夜寺（かくやでら、かくやじ）は、奈良市高畑町にある華厳宗の寺院。
興福寺末から1875年（明治8年）に東大寺末。

## 歴史
「奈良坊目拙解」によると、この地には昔、「客養寺（きゃくようじ）」と呼ばれる寺院があったという。いつ頃開かれ廃れたかは明らかではないが、拙解の頃には隔夜堂と呼ばれる堂宇のみが、興福寺勧修坊支配の元に残っていたという。隔夜寺はこの隔夜堂を中心に再興されたと伝わる。
隔夜堂は空也上人が開祖とされ、本堂内に木像が今も安置されている。長谷寺に隔夜参りした修行僧たちは、この隔夜堂を宿坊としたといい、大正期までこの風習は続いていた。山辺の道に沿って長谷寺までの道中、散見される隔夜僧の名が刻まれた名号供養碑や石碑は、この風習の存在したことを裏付けている。
鎌倉時代に入ると、時宗の開祖である一遍上人が、空也を慕いこの寺で修行したという。

## 境内
本堂
中坊美作守時裕により寛文年中に建立されたが、大破したため享保14年（1729年）ごろに修復され再興した。しかし再度荒廃したため、1935年（昭和10年）に元興寺住職により再建されている。蟇股に空也上人が用いたという鉦（模造）が使われているという。
門
庫裏
空也上人の旧跡碑
門の外側すぐに建っている。

## 文化財
木造十一面観音立像
本尊として本堂に安置。錫杖を持つ長谷形と呼ばれる作風で、長谷寺本尊の10分の1の大きさとされる。
空也上人像
鹿の角のついた杖を持ち、6体の阿弥陀如来像を口から発する造形の空也上人像。江戸期作と見られ、もとは門の内側傍らの小堂に安置されていたが、近年本堂に移されたとされており、通常は非公開。

### 関連の深い文化財
隔夜寺所蔵の空也上人像とは別の、現在藤田美術館が所蔵している空也上人木像も、かつて隔夜寺にあった可能性が奈良国立博物館により指摘されており、同像の写真も隔夜寺に残されている。
1875年（明治8年）の第1次奈良博覧会に、「福井みね所蔵」の「空也上人木像」が出展された記録が残っているが、その時に撮影された写真の大正時代の複写である。写真の表書きには「空也上人木像　空也堂所蔵」、裏書きには「当堂古代本尊」と記され、「護念仏」として複写写真を納めたとみられている。隔夜寺を空也堂と呼んだ確かな証拠はまだなく断定は難しいが、隔夜寺旧蔵であった可能性はあるようである。